# 6478 Ґолт
6478 Ґолт (6478 Gault) — астероїд головного поясу, відкритий 12 травня 1988 року.
Тіссеранів параметр щодо Юпітера — 3,461.